# Josep Bayó i Font
Josep Bayó i Font (Barcelona, 1878 - 1971) fue un costructor español, conocido principalmente por su colaboración con Antoni Gaudí en varias obras suyas.
Trabajó por primera vez para Gaudí en el Primer Misterio de Gloria del Rosario Monumental de Montserrat (1903-1916), tras cuya obra el arquitecto le encargó la dirección de las obras de diversos proyectos suyos, como la Casa Batlló (1904-1906) y la Casa Milà (1906-1910), donde también trabajó su hermano, el arquitecto Jaume Bayó i Font. 
También colaboró con otros arquitectos, como Lluís Domènech i Montaner (Pabellón de San Miguel del Hospital de San Pablo), Juan Rubió (Sanatorio del Tibidabo) y Bernardí Martorell (Monasterio de Santa María de Valldonzella). También trabajó en el Monumento al Doctor Robert, de Josep Llimona. 